# Ususău
Ususău – wieś w Rumunii, w okręgu Arad, w gminie Ususău. W 2011 roku liczyła 666 mieszkańców. 